# Pollenia sinensis
Pollenia sinensis är en tvåvingeart som först beskrevs av Seguy 1935.  Pollenia sinensis ingår i släktet vindsflugor, och familjen spyflugor. Inga underarter finns listade i Catalogue of Life.